# 비둘기 (드라마)
《비둘기》(튀르키예어: Güvercin 귀베르진[*])는 2019년 방영된 터키의 텔레비전 드라마이다.